# Otto II. (Schaumburg)
Otto II. (* 1400; † 1. Juni 1464) regierte die Grafschaft Holstein-Pinneberg und die Stammgrafschaft Schauenburg von 1426 bis 1464.

## Leben
Er wurde 1400 als Sohn von Adolf IX. von Holstein und Schauenburg und Helene von Hoya geboren.
Nach dem Aussterben der anderen gräflichen Linien des Hauses Schauenburg in Holstein (zuletzt Holstein-Rendsburg) 1459 machte Otto seinen auf dem Erbvertrag von Kiel von 1390 beruhenden Anspruch auf diese Landesteile geltend. Er konnte sich gegen die Ansprüche Christian I. von Dänemark aus dem Haus Oldenburg jedoch nicht durchsetzen. Dieser stammte durch die mütterliche Linie von den Schauenburgern ab. Otto bekam nur eine Geldabfindung zugesprochen – aber vermutlich nie ausgezahlt – und den Schauenburger Hof in Hamburg.
Von seinen Söhnen traten drei in den geistlichen Stand, die übrigen fünf regierten teilweise gleichzeitig, teilweise nacheinander die Grafschaften. Nur der Jüngste hatte einen ehelichen Nachkommen.

## Familie
Er war verheiratet mit Elisabeth von Hohnstein. Aus dieser Ehe gingen acht Söhne hervor.
- Adolf X. (* 1419; † 24. Mai 1474) ⚭ 1459 Gräfin Irmgard von Hoya ( † um 1481)
- Erich (* 1420; † 24/25. März 1492) ⚭ 1476 Gräfin Hebe von Ostfriesland (* 18. November 1457; † 1476/78), Tochter von Ulrich I.
- Otto III. (* 1426; † 1510)
- Ernst I. Bischof von Hildesheim (* 1430; † 1471)
- Heinrich III. Bischof von Minden († 1508)
- Anton  (* 1439; † 22. Dezember 1526)

⚭ 29. November 1491 Sophie († vor 1502), Tochter von Johann IV. von Sachsen-Lauenburg
⚭ 1497 Anna von Schönburg (* 1479; † 28. Mai 1503)
- Bernhard  (* 1444; † um 1464) Canoniker in Hamburg[1]
- Johann IV. (* 1449; † 30. März 1527) ⚭ 1482 Cordula von Gehmen (* um 1443; † 30. Mai 1528)
- Anna († 23. September 1495) ⚭.18. November 1450/52 Bernhard VII. zur Lippe (* 1428; † 2. April 1511)
- Mathilde († 22. Juli 1468)

⚭ 1463 Bernhard II von Braunschweig-Lüneburg († 9. Februar 1464)
⚭ 1466 Wilhelm von Braunschweig-Wolfenbüttel (* 1392; † 25. Juli 1482)